# Bảo tàng Quận ở Sieradz
Bảo tàng Quận ở Sieradz (tiếng Ba Lan: Muzeum Okręgowe w Sieradzu) là một bảo tàng tọa lạc tại số 2 Phố Dominikańska, Sieradz, Ba Lan.

## Lược sử hình thành
Bảo tàng Quận ở Sieradz được thành lập vào ngày 23 tháng 11 năm 1937. Các bộ sưu tập ban đầu của Bảo tàng được thu thập nhờ sự đóng góp của Kazimierz Walewski, Kazimierz Łazarski, Fr. Walery Pogorzelski, và những người khác.
Từ năm 1947, các bộ sưu tập của Bảo tàng được trưng bày trong trụ sở hiện tại. Tòa nhà này là ngôi nhà chung cư bằng gạch lâu đời nhất ở Sieradz, được xây dựng vào cuối thế kỷ 16 hoặc đầu thế kỷ 17. Zofia Neymanowa là người có đóng góp nổi bật trong sự phát triển của Bảo tàng Quận ở Sieradz. Ông phụ trách và quản lý Bảo tàng từ ngày 15 tháng 6 năm 1948 đến cuối năm 1976. Vào thời điểm đó, Bảo tàng thường xuyên tổ chức các cuộc triển lãm và số lượng hiện vật và kỷ vật trong bộ sưu tập của Bảo tàng tăng lên hơn 40.000. Trên tòa nhà bên cạnh trụ sở của Bảo tàng có một tấm bảng tưởng niệm dành cho Zofia Neyman.

## Triển lãm
Hiện nay, Bảo tàng Quận ở Sieradz tổ chức các cuộc triển lãm thường trực giới thiệu lịch sử của Sieradzki trong lĩnh vực khảo cổ học, lịch sử, nghệ thuật và dân tộc học.